# 庙前镇 (当阳市)
庙前镇，是中华人民共和国湖北省宜昌市当阳市下辖的一个乡镇级行政单位。

## 行政区划
庙前镇下辖以下地区：
沙坝河社区、小烟墩集社区、桐树垭村、烟集村、井岗村、清坪河村、旭光村、沙河村、林桥村、鞍山村、李湾村、佟湖村、英雄村、普济寺村、长春村、山峰村、庙前村、石马村、李店村和巩河村。

## 交通
- 焦柳铁路：小烟墩站